# پیش‌درمان

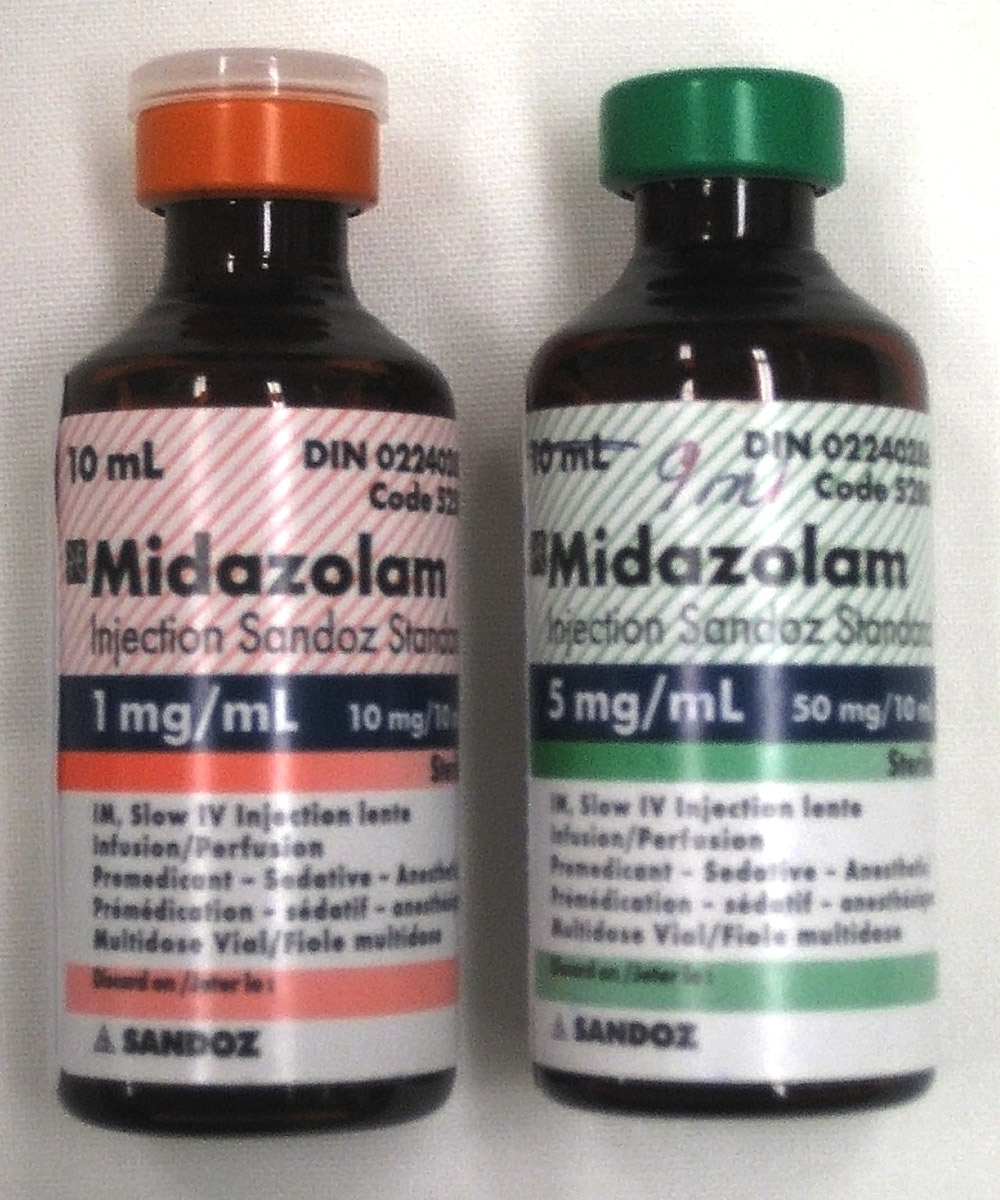
میدازولام وریدی با غلظت های 1 میلی گرم در میلی لیتر و 5 میلی گرم در میلی لیتر

پیش‌درمان (به انگلیسی: Premedication) دارو یا روندی است که بیمار قبل از آغاز جراحی یا درمان پزشکی تهاجمی دریافت می‌کند. داروهای مورد استفاده در پیش‌درمان معمولاً آرام‌بخش یا ضددرد هستند. پیش‌درمان در روند شیمی‌درمانی در بیماری سرطان به دسته‌ای از داروها (یک یا بیشتر از یک دارو مانند دگزامتازون، دیفن هیدرامین، امپرازول و…) گفته می‌شود که بیمار از چند دقیقه تا چند ساعت قبل از آغاز شیمی‌درمانی به جهت تقلیل اثرات جانبی یا کاستن از واکنش حساسیت زا استفاده می‌شود.
ملاتونین به دلیل داشتن خواصی از جمله خواب‌آور، ضدتشنج در هر دو رده کودکان و بزرگسالان به عنوان پیشدرمان به جهت آرام‌بخشی استفاده می‌شود. برخلاف میدازولام، ملاتونین بر روی مهارتهای حرکتی-روانی یا کیفیت ریکاوری تأثیر منفی نمی‌گذارد. همچنین در مقایسه با میدازولام ریکاوری سریعتری داشته و هیجانات بعد از عمل را می‌کاهد همچنین نیاز به داروی بیهوشی از جمله پروپوفول و تیوپنتال سدیم را در حین عمل کاهش می‌دهد.
میدازولام در کاهش میزان اضطراب کودکان که ناشی از جدایی از والدین یا القا بیهوشی است، مؤثر است. همچنین گاهی اوقات از داروی سوفنتانیل به عنوان پیشدرمان استفاده می‌شود.
کلونیدین به شکل فزاینده‌ای در حال تبدیل به یک داروی محبوب برای کودکان جهت پیشدرمان می‌باشد، تنها اشکال این دارو این است که برای رسیدن به اوج اثر ۴۵ دقیقه زمان نیاز است. یافته‌ها ثابت کرده در کودکان کلونیدین اثرات مشابه بنزودیازپین‌ها یا بهتر از آنها دارد و عوارض جانبی بهتری دارد. همچنین در نهایت موجب کاسته شدن از میزان داروها در هنگام القا بیهوشی می‌شود. استفاده از کلونیدین موجب کاهش درد بعد از عمل و همچنین کاهش داروی مصرفی و کاسته شدن از لرز، تهوع و استفراغ بعد از بیهوشی می‌شود. کلونیدین به طور فزآینده‌ای در حال افزایش محبوبیت در نزد پزشکان متخصص بیهوشی است.
داروی دیگر دکسمدتومیدین است که در هنگام مواجه با کودکانی که همکاری مناسبی ندارند استفاده می‌شود.